# 가나가와현 제18구
가나가와현 제18구(일본어: 神奈川県第18区)는 일본의 중의원 선거구이다. 1994년 일본 공직선거법 개정으로 신설되었다.

## 지역
- 가와사키시
  - 다카쓰구
  - 미야마에구
  - 나카하라구